# Kansas Play Audiovisions Tour
Kansas Play Audiovisions è il settimo tour ufficiale della band statunitense Kansas.

## Storia
Fu il loro tour più lungo sino ad allora; In questo tour i Kansas si esibiscono solamente come gruppo principale.
Durata approssimativa dello show: 100/110 minuti.

## Formazione
- Kerry Livgren - chitarra solista, chitarra ritmica, chitarra acustica, piano, clavinet, sintetizzatore moog, sintetizzatore ARP
- Rich Williams - chitarra solista, chitarra ritmica
- Steve Walsh - organo, piano, clavinet, sintetizzatore moog, congas, voce
- Robby Steinhardt - violino, voce
- Dave Hope - basso
- Phil Ehart - batteria, percussioni varie

## Date
Calendario completo del tour
| Prima Leg (Signals Warm up Tour) |                 |                       |                                |                                                                    |
|                                  |                 |                       |                                |                                                                    |
| Data                             | Città           | Paese                 | Luogo                          | Note                                                               |
| 28 agosto 1980                   | New York        | Stati Uniti d'America | Madison Square Garden          |                                                                    |
| 30 agosto 1980                   | New Heaven      | Stati Uniti d'America |                                |                                                                    |
| 31 agosto 1980                   | Bridgeport      | Stati Uniti d'America |                                |                                                                    |
| 2 settembre 1980                 | Springfield     | Stati Uniti d'America |                                |                                                                    |
| 3 settembre 1980                 | Ames            | Stati Uniti d'America | Leon County Civic Center       |                                                                    |
| 5 settembre 1980                 | Cleveland       | Stati Uniti d'America | Civic Center Arena             |                                                                    |
| 7 settembre 1980                 | Chicago         | Stati Uniti d'America | Civic Center Arena             |                                                                    |
| 15 settembre 1980                | Portland        | Stati Uniti d'America | Bayfront Center Arena          |                                                                    |
| Seconda Leg (New World Tour)     |                 |                       |                                |                                                                    |
|                                  |                 |                       |                                |                                                                    |
| Data                             | Città           | Paese                 | Luogo                          | Note                                                               |
| 18 ottobre 1980                  | Madison         | Stati Uniti d'America | Brown County Arena             |                                                                    |
| 19 ottobre 1980                  | Notre Dame      | Stati Uniti d'America | La Crosse Center               |                                                                    |
| 20 ottobre 1980                  | Columbus        | Stati Uniti d'America |                                |                                                                    |
| 21 ottobre 1980                  | Forth Wayne     | Stati Uniti d'America |                                |                                                                    |
| 24 ottobre 1980                  | Pittsburgh      | Stati Uniti d'America | Veterans Memorial Auditorium   |                                                                    |
| 25 ottobre 1980                  | Pittsburgh      | Stati Uniti d'America |                                |                                                                    |
| 28 ottobre 1980                  | Atlanta         | Stati Uniti d'America |                                |                                                                    |
| 29 ottobre 1980                  | Atlanta         | Stati Uniti d'America | ISU Minidome                   |                                                                    |
| 30 ottobre 1982                  | Winston-Salem   | Stati Uniti d'America |                                |                                                                    |
| 31 ottobre 1980                  | Knoxville       | Stati Uniti d'America |                                |                                                                    |
| 2 novembre 1980                  | Charlotte       | USA                   |                                |                                                                    |
| 3 novembre 1980                  | Augusta         | Stati Uniti d'America | Duluth Arena                   |                                                                    |
| 4 novembre 1980                  | Columbia        | Stati Uniti d'America |                                |                                                                    |
| 5 novembre 1980                  | Columbia        | Stati Uniti d'America | Dane County Memorial Coliseum  |                                                                    |
| 6 novembre 1980                  | Sioux Falls     | Stati Uniti d'America |                                |                                                                    |
| 7 novembre 1980                  | Starkville      | Stati Uniti d'America |                                |                                                                    |
| 9 novembre 1980                  | Birmingham      | Stati Uniti d'America | The Checkerdome                |                                                                    |
| 10 novembre 1980                 | Birmingham      | Stati Uniti d'America |                                |                                                                    |
| 11 novembre 1980                 | Baton Rouge     | Stati Uniti d'America | Kansas Coliseum                |                                                                    |
| 12 novembre 1980                 | Baton Rouge     | Stati Uniti d'America | Mid-South Coliseum             |                                                                    |
| 15 novembre 1980                 | Santa Monica    | Stati Uniti d'America | Municipal Auditorium           |                                                                    |
| 16 novembre 1980                 | Santa Monica    | Stati Uniti d'America |                                |                                                                    |
| 17 novembre 1980                 | Columbia        | Stati Uniti d'America | Roberts Stadium                |                                                                    |
| 20 novembre 1980                 | Pembroke Paints | Stati Uniti d'America | Market Square Arena            |                                                                    |
| 21 novembre 1980                 | Pembroke Paints | Stati Uniti d'America | Richfield Coliseum             |                                                                    |
| 22 novembre 1980                 | Tampa           | Stati Uniti d'America |                                |                                                                    |
| 23 novembre 1980                 | Tampa           | Stati Uniti d'America |                                |                                                                    |
| 24 novembre 1980                 | Jacksonville    | Stati Uniti d'America |                                |                                                                    |
| 25 novembre 1980                 | Augusta         | Stati Uniti d'America | Joe Louis Arena                |                                                                    |
| 26 novembre 1980                 | Augusta         | Stati Uniti d'America | University of Dayton Arena     |                                                                    |
| 27 novembre 1980                 | Little Rock     | Stati Uniti d'America |                                |                                                                    |
| 28 novembre 1980                 | Mobile          | Stati Uniti d'America | Toledo Sports Arena            |                                                                    |
| 29 novembre 1980                 | Mobile          | USA                   |                                |                                                                    |
| 30 novembre 1980                 | Shreveport      | USA                   |                                |                                                                    |
| 1 dicembre 1980                  | San Antonio     | USA                   |                                |                                                                    |
| 2 dicembre 1980                  | San Antonio     | Stati Uniti d'America |                                |                                                                    |
| 4 dicembre 1980                  | Rosemont        | Stati Uniti d'America | Rosemont Horizon               |                                                                    |
| 5 dicembre 1980                  | Cleveland       | Stati Uniti d'America | Rosemont Horizon               |                                                                    |
| 7 dicembre 1980                  | Tucson          | Stati Uniti d'America |                                |                                                                    |
| 8 dicembre 1980                  | Phoenix         | Stati Uniti d'America | Hampton Coliseum               |                                                                    |
| 9 dicembre 1980                  | Phoenix         | Stati Uniti d'America |                                |                                                                    |
| 12 dicembre 1980                 | Las Vegas       | Stati Uniti d'America | Madison Square Garden          |                                                                    |
| 13 dicembre 1980                 | Los Angeles     | Stati Uniti d'America |                                |                                                                    |
| 16 dicembre 1980                 | Las Vegas       | Stati Uniti d'America |                                |                                                                    |
| 17 dicembre 1980                 | Los Angeles     | Stati Uniti d'America | Nassau Coliseum                |                                                                    |
| 18 dicembre 1980                 | San Francisco   | Stati Uniti d'America |                                |                                                                    |
| 20 dicembre 1980                 | Seattle         | Stati Uniti d'America | The Spectrum                   |                                                                    |
| 21 dicembre 1980                 | Seattle         | Stati Uniti d'America |                                |                                                                    |
| Terza Leg (New World Tour)       |                 |                       |                                |                                                                    |
|                                  |                 |                       |                                |                                                                    |
| Data                             | Città           | Paese                 | Luogo                          | Note                                                               |
| 1 marzo 1981                     | Albuquerque     | Stati Uniti d'America | Tingley Coliseum               |                                                                    |
| 2 marzo 1981                     | Albuquerque     | Stati Uniti d'America | Tingley Coliseum               |                                                                    |
| 5 marzo 1981                     | Long Beach      | Stati Uniti d'America | Long Beach Arena               |                                                                    |
| 6 marzo 1981                     | Amarillo        | Stati Uniti d'America | Long Beach Arena               |                                                                    |
| 13 marzo 1981                    | Omaha           | Stati Uniti d'America | Great Western Forum            |                                                                    |
| 14 marzo 1981                    | Minneapolis     | Stati Uniti d'America | Pan American Center            |                                                                    |
| 15 marzo 1981                    | Minneapolis     | Stati Uniti d'America | Reunion Arena                  |                                                                    |
| 20 marzo 1981                    | Madison         | Stati Uniti d'America | Reunion Arena                  |                                                                    |
| 21 marzo 1981                    | Des Moines      | Stati Uniti d'America |                                |                                                                    |
| 22 marzo 1983                    | Des Moines      | Stati Uniti d'America |                                |                                                                    |
| 24 marzo 1981                    | Houston         | Stati Uniti d'America | The Summit                     |                                                                    |
| 25 marzo 1981                    | Saginaw         | Stati Uniti d'America | The Summit                     |                                                                    |
| 26 marzo 1981                    | Saginaw         | Stati Uniti d'America | Jacksonville Coliseum          |                                                                    |
| 28 marzo 1981                    | Los Angeles     | Stati Uniti d'America | Hollywood Sportatorium         |                                                                    |
| 1 aprile 1981                    | Johnstown       | Stati Uniti d'America |                                |                                                                    |
| 2 aprile 1983                    | Cincinnati      | Stati Uniti d'America | Un. of South Carolina Coliseum |                                                                    |
| 3 aprile 1981                    | Cincinnati      | Stati Uniti d'America | Greensboro Coliseum            |                                                                    |
| 6 aprile 1981                    | Oxford          | Stati Uniti d'America |                                |                                                                    |
| 9 aprile 1981                    | Stillwater      | Stati Uniti d'America | Memorial Auditorium            |                                                                    |
| 10 aprile 1981                   | Stillwater      | Canada                | The Coliseum                   |                                                                    |
| 11 aprile 1981                   | Springfield     | Canada                | The Forum                      |                                                                    |
| 12 aprile 1981                   | Springfield     | Canada                | The Forum                      |                                                                    |
| 13 maggio 1981                   | San Francisco   | Paesi Bassi           | Ahoy Sportpaleis               |                                                                    |
| 15 maggio 1981                   | Cleveland       | Germania              | Rhein-Neckar-Halle             |                                                                    |
| 17 maggio 1981                   | Cleveland       | Belgio                | Forest National                |                                                                    |
| 20 maggio 1981                   | Oakland         | Inghilterra           | Wembley Arena                  |                                                                    |
| 21 maggio 1981                   | Oakland         | Inghilterra           | Wembley Arena                  |                                                                    |
| 22 maggio 1981                   | Oakland         | USA                   |                                |                                                                    |
| 23 maggio 1983                   | Deeside         | Galles                | Deeside Leisure Centre         | data cancellata per incendio, rimpiazzata dalla data del 22 maggio |